# اد وایتفیلد
اد وایتفیلد (به انگلیسی: Ed Whitfield) نمایندهٔ حوزه انتخابیه اول کنتاکی از حزب جمهوری‌خواه ایالات متحده آمریکا در مجلس نمایندگان ایالات متحده آمریکا است که برای نخستین‌بار در ۱۴ ژانویه ۱۹۹۵ میلادی به‌عضویت این مجلس درآمد.